# Coleura
Coleura (Peters, 1867) è un genere di pipistrelli della famiglia degli Emballonuridi.

## Descrizione

### Dimensioni
Al genere Coleura appartengono pipistrelli di piccole dimensioni, con lunghezza della testa e del corpo tra 52 e 66 mm, la lunghezza dell'avambraccio tra 43 e 57 mm, la lunghezza della coda tra 10 e 20 mm e un peso fino a 12,5 g.

### Caratteristiche craniche e dentarie
Il cranio, molto simile a quello del genere Emballonura,  presenta le ossa pre-mascellari fortemente rivolte all'insù. Le linee alveolari dei denti superiori sono convergenti anteriormente, mentre gli incisivi inferiori sono disposti in una fila continua tra i due canini.
Sono caratterizzati dalla seguente formula dentaria:

### Aspetto
Il colore delle parti dorsali varia dal bruno-rossastro al marrone scuro, mentre le parti ventrali sono più chiare. Il muso è corto, scuro, privo di peli ed appuntito, il labbro inferiore è attraversato da un profondo solco longitudinale. Le orecchie sono piccole, rotonde e separate. Il trago è semplice e lungo. È privo della sacca alare tra l'avambraccio e il quinto metacarpo. La coda, come negli altri membri della famiglia, fuoriesce dall'uropatagio circa a metà della sua lunghezza, per poi divenire libera e visibile dorsalmente. Il calcar è lungo circa quanto la tibia.

## Distribuzione
Il genere è diffuso nella Penisola arabica, nell'Africa subsahariana, Madagascar e Seychelles.

## Tassonomia
Il genere comprende 3 specie.
- Coleura afra
- Coleura kibomalandy
- Coleura seychellensis